# Pico dos Padres
O Pico dos Padres é um cone vulcânico constituído por bagacina basáltica localizado na freguesia açoriana de São Bartolomeu dos Regatos, concelho de Angra do Heroísmo, ilha Terceira, arquipélago dos Açores.
Esta formação geológica encontra-se localizado na parte sudoeste da ilha Terceira, eleva-se a 325 metros de altitude acima do nível médio do mar e encontra-se intimamente relacionado com a formação geológica dos contrafortes do vulcão da Serra de Santa Bárbara do qual faz parte, fazendo com esta montanha parte da maior formação geológica da ilha Terceira que se eleva a 1021 metros acima do nível do mar e faz parte do conjunto montanhoso denominado como Serra de Santa Bárbara.
Junto a esta formação geológica passa o curso de água denominado Duas Ribeiras e a pouca distância a Ribeira de Trás, nascida esta no Pico das Duas, a cerca de 548 metros de altitude acima do nível do mar.
No local realizava-se anualmente uma tradicional corrida de touros à corda, a que acorriam as populações vizinhas.